# S/S Arcturus
S/S Arcturus var ett finskt isförstärkt ångfartyg som trafikerade rutten från Hangö/Åbo i Finland till Hull i Storbritannien via Köpenhamn i Danmark för Finska Ångfartygs Aktiebolaget. Hon byggdes 1898 av Gourlay Brothers & Co i Dundee i Skottland och levererades till rederiet 14 januari 1899. Arcturus seglade på rutten till 1940, bortsett från en period under första världskriget då hon var upplagd i Stockholm.
På en resa från Hull till  Helsingfors kolliderade Arcturus med passagerarfartyget S/S Oberon i närheten av Læsø i Kattegatt den 19 december 1930 klockan 21:30. Det rådde svår dimma vid tillfället och Arcuturus rände in i Oberon, som sjönk på några minuter. 43 personer, varav 26 passagerare, omkom.

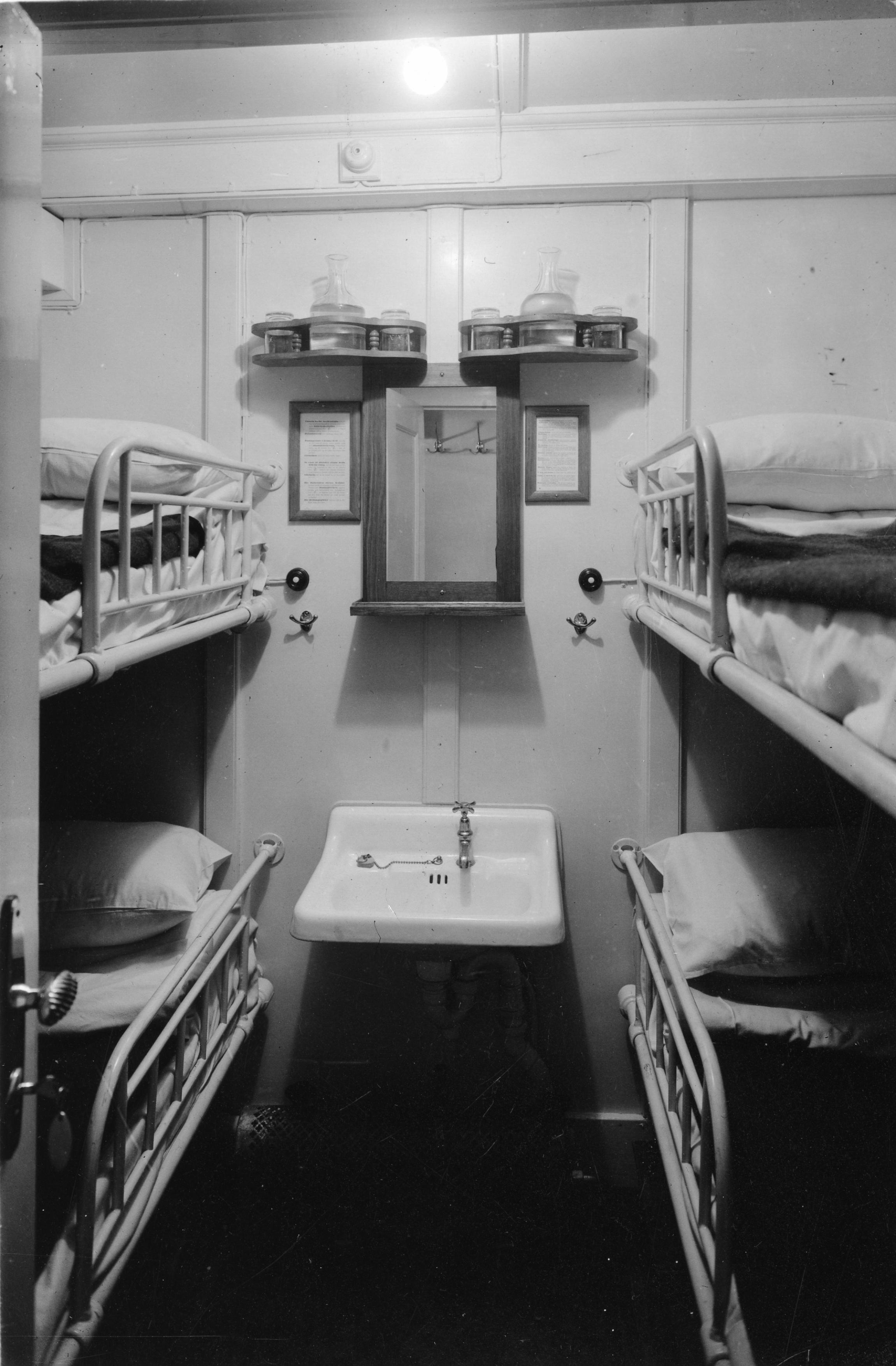
En hytt i turistklass.

1940 och 1941 skadades Arcturus av sovjetiska flyganfall i Åbo och 1942 byggdes hon om för att kunna transportera upp till 500 krigsbarn till Sverige per resa. År 1948 transporterade fartyget finländare till olympiska spelen i London och under sommaren 1952 var hon insatt i olympiatrafiken mellan Stockholm och Helsingfors. Arcturus utrangerades 1956 och skrotades året efter.